# 文尼察區
文尼察區（烏克蘭語：Вінницький район），是烏克蘭西南部文尼察州的一個區，行政中心設於文尼察，面积为6,888.9平方公里，人口数量为652,126人（2021年估计）。

## 历史
2020年7月18日作为乌克兰行政区划改革的一部分，文尼察州的区份数量减至6个，文尼察区的面积显著增加。改革前文尼察区的面积为950平方公里，2020年人口数量为81,278人。

## 行政區劃
文尼察區下劃分為16個市鎮：
- 文尼察市鎮（烏克蘭語：Вінницька міська громада）（市級，行政中心：文尼察）
- 赫尼萬市鎮（烏克蘭語：Гніванська міська громада）（市級，行政中心：赫尼萬）
- 伊林齊市鎮（烏克蘭語：Іллінецька міська громада）（市級，行政中心：伊林齊）
- 利波韋茨市鎮（烏克蘭語：Липовецька міська громада）（市級，行政中心：利波韋茨）
- 內米里夫市鎮（烏克蘭語：Немирівська міська громада）（市級，行政中心：內米里夫）
- 波赫雷比謝市鎮（烏克蘭語：Погребищенська міська громада）（市級，行政中心：波赫雷比謝）
- 沃羅諾維察市鎮（烏克蘭語：Вороновицька селищна громада）（鎮級，行政中心：沃羅諾維察）
- 利廷市鎮（烏克蘭語：Літинська селищна громада）（鎮級，行政中心：利廷）
- 奧拉蒂夫市鎮（烏克蘭語：Оратівська селищна громада）（鎮級，行政中心：奧拉蒂夫）
- 斯特里扎夫卡市鎮（烏克蘭語：Стрижавська селищна громада）（鎮級，行政中心：斯特里扎夫卡）
- 蘇蒂斯基市鎮（烏克蘭語：Сутисківська селищна громада）（鎮級，行政中心：蘇蒂斯基）
- 特夫里夫市鎮（烏克蘭語：Тиврівська селищна громада）（鎮級，行政中心：特夫里夫）
- 圖爾比夫市鎮（烏克蘭語：Турбівська селищна громада）（鎮級，行政中心：圖爾比夫）
- 阿赫羅諾米奇內市鎮（烏克蘭語：Агрономічна сільська громада）（村級，行政中心：阿赫羅諾米奇內）
- 盧卡-梅萊什基夫斯卡市鎮（烏克蘭語：Лука-Мелешківська сільська громада）（村級，行政中心：盧卡-梅萊什基夫斯卡）
- 亞庫申齊市鎮（烏克蘭語：Якушинецька сільська громада）（村級，行政中心：亞庫申齊）